# Klaus Sebastian

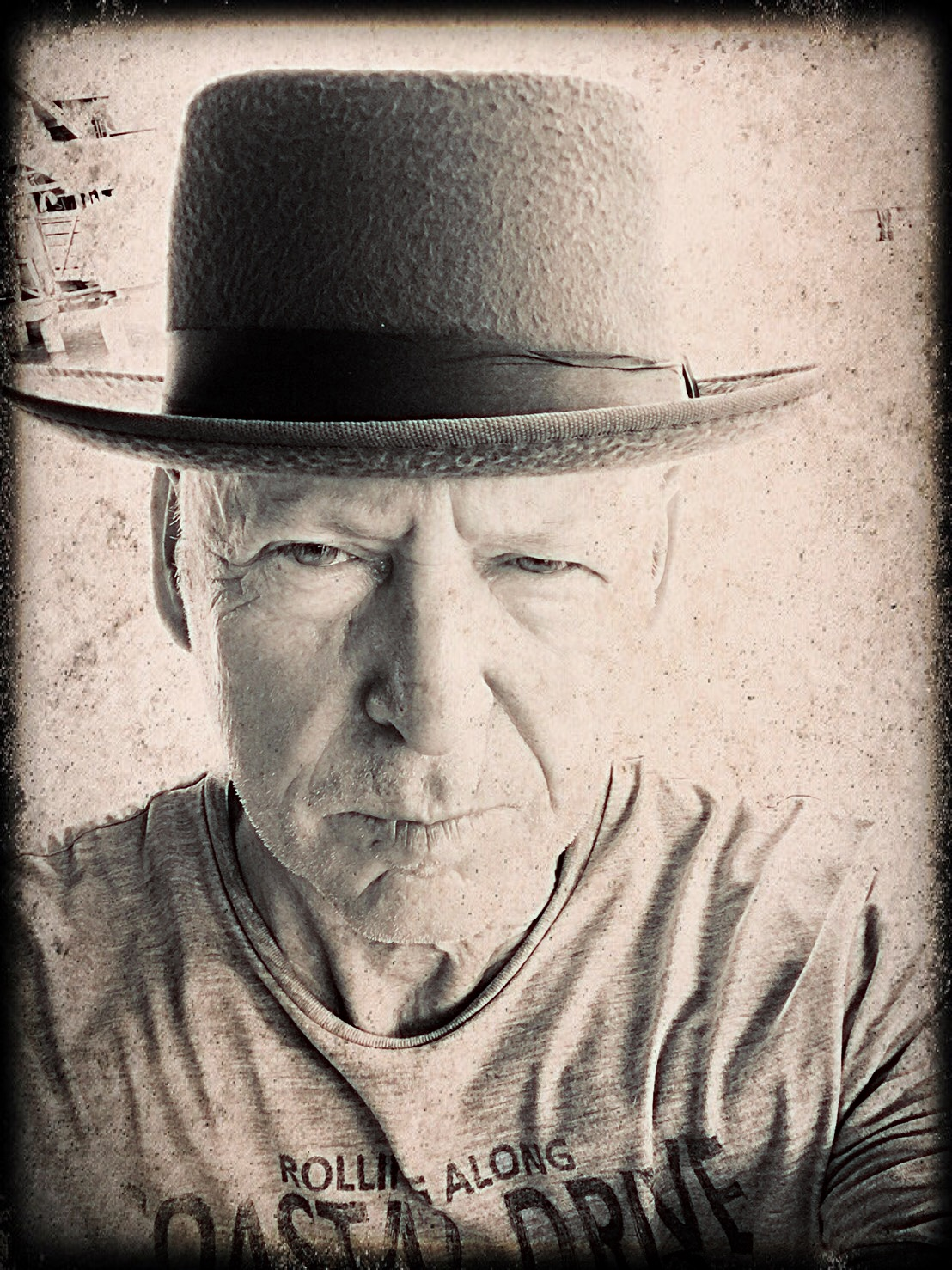
(2019)

Klaus Sebastian (* 15. April 1952 in Düsseldorf) ist ein deutscher Musiker, Schriftsteller und Kunstkritiker. Seine Krimis und Romane basieren stets auf realen Beobachtungen, die der Autor auf Reisen durch Südostasien, die Philippinen oder Mexiko machte. Sebastian lebt in Düsseldorf und Thailand.

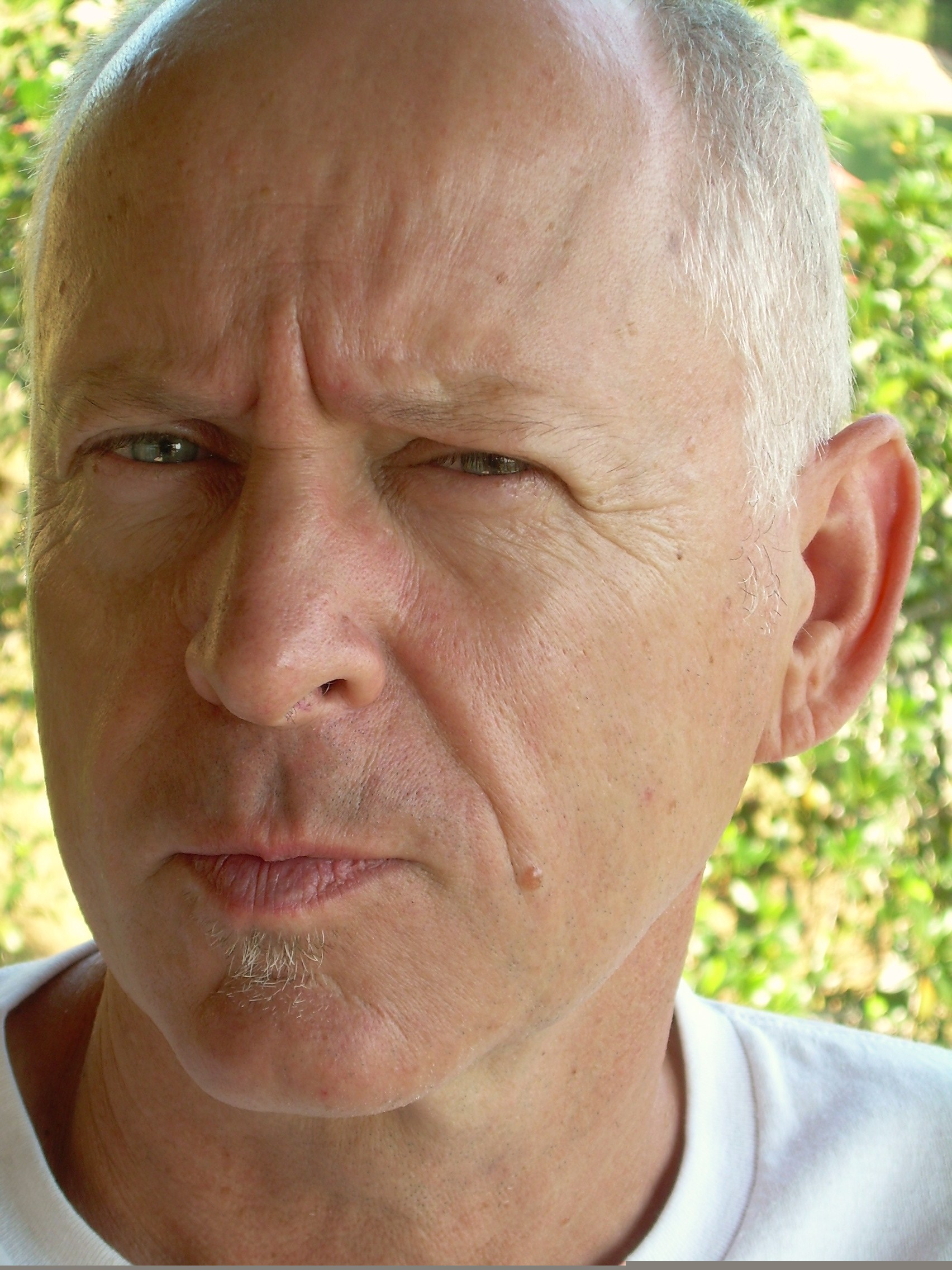
(2007)

## Leben
Ab 1971 studierte Klaus Sebastian bei Joseph Beuys an der Kunstakademie Düsseldorf. Gleichzeitig trat er als Komponist, Texter, Sänger und Gitarrist in Erscheinung, produzierte mit den Bands Cobraa, Sinclair (bei Conny Plank) und Picasso vier LPs. 1980 erhielt er den Förderpreis für Musik der Stadt Düsseldorf.  In den 80er Jahren lehrte Sebastian Kunst, seit 1992 arbeitet er auch als Kunstkritiker, Kurator und Drehbuchautor.

## Werke

### Bücher, Texte (Auswahl)
- Sprung ins Nichts. Epubli, 2024, ISBN 978-3759837288 (Roman)
- Brücke ins Verderben. Epubli, 2023, ISBN 978-3-757526-32-0 (Roman)
- Der Wespenesser. Epubli, 2019, ISBN 978-3-7502-0496-6. (Roman)
- Mordlust Lustmord. Epubli, 2018, ISBN 978-3-7467-6160-2. (Thailand-Roman)[2]
- Die Zentrale der Rache. Booksmango, 2017, ISBN 978-1-64153-028-6. (Roman)
- Der Elefant unter dem Lotosblatt. Epubli, 2016, ISBN 978-3-96028-914-2. (Roman)
- Elefantenfieber. Neobooks, 2014, ISBN 3-8476-1735-4. (Roman)[3]
- Black Moon Party. BoD, 2010, ISBN 978-3-8391-6414-3. (Roman)
- Tattoo. Books on Demand, Norderstedt 2001, ISBN 978-3-8311-0378-2. (Roman)
- Pepsi Buddha. Books on Demand, Norderstedt 2001, ISBN 978-3-8311-1391-0. (Roman)
- Pepsi Buddha. Epubli, 2020, ISBN 978-3-7529-7716-5. (Roman)
- Schatten über Burma. Books on Demand, Norderstedt 2004, ISBN 3-8334-0789-1. (Roman)
- Khun Nick, Der Pattaya-Detektiv. Books on Demand, Norderstedt 2006, ISBN 3-8334-4741-9. (Kurzgeschichten und Roman)
- Martin Leyer-Pritzkow  und Klaus Sebastian: Das Kunstkaufbuch: für Sammler und solche, die es werden wollen. Prestel Verlag, München 2005. ISBN 978-3-7913-3359-5. (Sachbuch).
- Klaus Sebastian: Pictures of an ensouled world. In: Ausstellungskatalog Jamal: The Silk Road, Museum Korfu 2016.
- Just for art: Galerien in Deutschland / Hrsg.: Gerald Just. - Hannover. (Mitarbeit)
- Der chinesische Künstler Huan Mou, Essay im Ausstellungskatalog der Galerie Nicols, Düsseldorf, 2005.
- Kreative Blicke ins Jenseits. Ausstellungskritik: „Der müde Tod“, Düsseldorf. Rheinische Post, 23. Januar 2009
- Yang Ju Bang: Der Raum von Sukyun Yang & Insook Ju; anlässlich der Ausstellung „Eins Zwei Eins Zwei“ - Sommeratelier 2011, Kultur-Bahnhof Eller, Düsseldorf/[Text: Klaus Sebastian]

### LPs und Singles
- HARVEST HITS THE ROAD mit Cobraa, Eloy, Triumvirat EMI 1973
- COBRAA    EMI 1973    LP
- COBRAA    EMI 1973: Ride a pony (Single)
- COBRAA    EMI 1974: Take a look at love (Single)
- SINCLAIR HANSA/ARIOLA 1978 LP
- SINCLAIR HANSA/ARIOLA 1978: Disco Fredi (Single) LC 3943
- SINCLAIR KLANGWERKSTATT, Düsseldorf 1980: Bio-Mädchen / 1-1-8 (Single)
- PICASSO  UP-Records 1982 LP